# BEAST BIND NEW TESTAMENT 新約・魔獣の絆
『BEAST BIND NEW TESTAMENT 新約・魔獣の絆』（ビーストバインド ニューテスタメント しんやくまじゅうのきずな）は、現代を舞台としたテーブルトークRPG (TRPG) である。『BEAST BIND 魔獣の絆 R.P.G』の続編に当たる（本記事では、以後『BEAST BIND 魔獣の絆 R.P.G』を「前作」と記載する）。
2004年9月にエンターブレインから発売された。システムデザインは前作の藤浪智之に代わって矢野俊策が担当している。前作と対比して「新約」「NT」（New Testamentの意で、新約聖書にちなむ）などと呼ばれる（これに対応して前作を「旧約」「OT」〈Old Testamentの意で、旧約聖書にちなむ〉と称することもある）。

## 概要
舞台となるのは前作と同じ、現実の地球に酷似しているがその裏で魔物が実在し、その一部が人間と関わることを好む「半魔」として生活している世界である。しかし、新たなる千年紀の開始された頃から少しずつ世界は変容し、人と魔物の境が曖昧になっている。そのために魔物並みの異能を持つ人間が生まれたり、独自の世界「ドミニオン｣を持つ存在「ドミネーター（前作の「悪魔」に代わってこの呼称が用いられる）」が頻出したりといった現象が起きている。
より実際的な舞台として、前作の「新宿」に代わり、「池袋の夜」が用意されている。悪魔メフィストフェレスがドミネーターを務める「池袋の夜」は、随所に「アレナ」と呼ばれる戦闘用の結界が存在し、この地の住人たちによる抗争を煽っている。道化めいたメフィストフェレスは強大な力を持つにも関わらず、しばしば池袋の制圧を望む侵入者に敗北（した振り）をして、この地に混乱を招きいれることを好む。

## システム
新約における改定の大きな点は、F.E.A.R.のゲームの多くに実装されているシーン制やシナリオフェイズ制が採用されたことであろう。前作においてもキャラクターの登場･退場を演出優先で描写するなどの傾向は見られたが、この改定によってセッション全体の進行はよりスムーズになった。ただし、F.E.A.R.の典型的なルールの記述形式と、後述する前作からのルール変更点によって、全体の印象がシステムデザインを担当した矢野俊策の代表作『ダブルクロス』に似すぎてしまっているとの批判もある。

### キャラクターメイキング
プレイヤーキャラクター(PC)は半魔（人間出身の異能者を含む）となる。前作では具体的な種族を表すアーキタイプから1種を選ぶことでキャラクター作成の指針が定められていたが、新約では「ブラッド」と呼ばれる抽象的なスタイルを1～2種類選ぶことでキャラクターのイメージを決定する。また、もうひとつの前作との違いとして「人」と「魔」の二面性が存在しない。人の顔と魔物の顔を巧みに使い分けて正体を隠す必要はなく、魔物への変身はクライマックスでの切り札としてのみ使用される。
行為判定は上方判定に属する。能力値を基にした判定値に6面サイコロ2個の出目を足し、その合計値が目標値を上回っていれば行動成功となる。出目がクリティカル値（通常は12）以上ならクリティカル、ファンブル値（通常は2）以下ならファンブルとなる。

### エゴと絆
「エゴ」と「絆」を介して、他者との関係から力を得る発想は前作と同じだが、ルール面では大きく異なっている。新約におけるエゴと絆は、前作とは異なり他の能力値からは独立したデータとして扱われている。PCはシーン毎に1回、任意のキャラクターに対して「絆チェック」を試みることができる。このチェックに成功すると対象キャラクターへの「絆」が、また失敗すれば「エゴ」が発生する。また、既に所有しているエゴを絆に、あるいは絆をエゴに変換するために絆チェックを試みることもできる。新約におけるエゴと絆はON/OFF的なもので、レベルによる強弱は存在しない。
エゴからは「罪」を得られ、罪を使用するとPCは「AGP（Agape&Guilty Point）」を1点取得する。また、絆からは「愛」を得られ、愛を使用すると同じシーンにいる任意のキャラクター1人にAGPを1点取得させることができる。AGPは判定のサイコロを振り直せるヒーローポイントとして使える他、「ハイパーアーツ（HA）」という切り札的な大技を使うためのコストとして消費することができる。
これ以外にも、クライマックス終了時、PCの「人間性」を回復する判定に「PCが持っている絆の数」が関わってくる。人間性が0以下のままクライマックスを終えるとそのPCは「奈落堕ち」してプレイヤーから没収されるため、絆の総数が多い方が望ましい。しかし、絆チェックが必ず成功するとは限らず、PCはままならぬ人間関係の構図に翻弄されることになるのである。

### スピリチュアル・アンカー
PC個人が果たすべき目標をゲーム中に渡すという「スピリチュアル・アンカー（SA）」のルールは前作にも存在したが、新約には人と魔の二面性という分類は無いため、SAは一元的な経験点配布の基準として用いられる。また新約ではシーン制が採用されていることと相まっての新ルールとして、SAを使うことで登場判定を行わずにシーンに登場することができる。新約では、シナリオ中のボスが自らのドミニオンに立て篭もっていることが多いので、SAを与えられて目的意識を持ったPCが、SAによる登場効果を利用して敵陣へ突入することがしばしばクライマックスの合図となる。

## ブラッド
キャラクターの特性を表現する「ブラッド」は11種類が存在する。通常は2種類を任意に選ぶことになるが、1つのブラッドを重ね取りした場合「トゥルーブラッド」と呼ばれ、能力的には偏ったものとなる代わりに取得できる「アーツ（魔物としての技能）」が若干優遇される。
- アーティファクト：魔力と意思を獲得した器物、あるいはそのような品を使いこなす者。
- イモータル：吸血鬼や幽霊、あるいは転生者など、死を超えた不死者。
- イレギュラー：超能力者や亜人など、先天的に異能を持つ人間。
- エトランゼ：宇宙人や異次元人など、別の世界、別の論理に属する存在。
- スピリット：精霊や妖精など、自然のエネルギーを体現する存在。
- セレスチャル：神や天使など、神聖なものとして崇められる眷族。
- デーモン：悪魔や邪神など、邪悪に属し、人間を堕落させるとされる眷族。
- ビースト：人狼や半魚人、あるいは空想上の動物とされるものなど、野生、獣性を体現する存在。
- フルメタル:生き人形やロボット、あるいはサイボーグなど、機械によって体を構築されたものたち。
- マジシャン：魔術師、陰陽師など、術を取得することで魔物に匹敵する力を得た術師。
- レジェンド：都市伝説の妖怪やおとぎ話の妖精、あるいは伝説のヒーローなど、物語から顕現した存在。

ルールブックには、あらかじめブラッドを組み合わせて作成された「サンプルキャラクター」が10種収録されており、このデータを使用することで短時間でのゲーム開始が可能になっている。また、サプリメント『エヴァンジェル』には、サンプルキャラクター追加1種と、F.E.A.R.が製作した他作品『異能使い』『ナイトウィザード』『ダブルクロス』のサンプルキャラクターを本作のシステムに移した「特別サンプルキャラクター」3種が収録されている。

## 書誌情報
- 『BEAST BIND NEW TESTAMENT 新約・魔獣の絆』（エンターブレイン）　ISBN 4-7577-2021-1
- 『ビーストバインドエヴァンジェル(BEAST BIND EVA.)』（エンターブレイン）　ISBN 4-907792-88-3